# マシュー・ヤング
マシュー・ヤング（Matthew Young）は、ニュージーランドの男性歌手である。

## 略歴
2014年11月7日、自身のサウンドクラウド上に「リーン・クロース」をアップロード。
その後に発表した曲「ラブブラインド」は7万回以上の再生を記録した。
また、この2曲と「ノック」、「ベンド」は発表当時はフリーダウンロードが可能であったが、2015年に「マジック」が発表された頃にフリーダウンロード不可となった。

## ディスコグラフィー

### EP
| 年   | タイトル/備考 | 備考 |
| ---- | --- | ---- |
| 2015 | ダイブ EP (Dive EP) - 発売日: 2015年6月12日 - レーベル: Sony Music Entertainment New Zealand - フォーマット: デジタル・ダウンロード |      |

### シングル
| 年   | タイトル/備考 |
| ---- | --- |
| 2014 | リーン・クロース (Lean Close) - 発売日: 2014年11月6日 - フォーマット: サウンドクラウド・デジタルダウンロード（サウンドクラウド上） |
| 2014 | ラブブラインド (Loveblind) - 発売日: 2014年11月13日 - フォーマット: サウンドクラウド・デジタルダウンロード（サウンドクラウド上）   |
| 2014 | ノック (Knock) - 発売日: 2014年11月20日 - フォーマット: サウンドクラウド・デジタルダウンロード（サウンドクラウド上）               |
| 2014 | ベンド (Bend) - 発売日: 2014年11月27日 - フォーマット: サウンドクラウド・デジタルダウンロード（サウンドクラウド上）                |
| 2015 | マジック (Magic) - 発売日: 2015年4月17日 - フォーマット: サウンドクラウド                                                          |
| 2015 | アイ・フィール・イット (I Feel It) - 発売日: 2015年5月22日 - フォーマット: デジタル・ダウンロード                                  |
| 2015 | フォー・ユー - ロー・ライフ (For You - Low Life) - 発売日: 2015年12月15日 - フォーマット: サウンドクラウド                         |